# 3434 Hurless
3434 Hurless eller 1981 VO är en asteroid i huvudbältet som upptäcktes den 2 november 1981 av den amerikanske astronomen Brian A. Skiff vid Anderson Mesa Station. Den har fått sitt namn efter den amerikanska astronomen Carolyn Hurless.
Asteroiden har en diameter på ungefär 13 kilometer.